# Yayuk Basuki
Yayuk Basuki – ook wel Nany Basuki genoemd – (Jogjakarta, 30 november 1970) is een voormalig tennisspeelster uit Indonesië. Op de enkelspelranglijst van de WTA is zij de hoogst geplaatste Indonesische speelster ooit, op positie 19. Zij was actief in het proftennis van 1990 tot in 2012 (na 2000 alleen in het dubbelspel).
Op de WTA-tour won zij zes titels in het enkelspel. Daarnaast won zij vijf titels in het ITF-circuit. Haar beste resultaat op een grandslamtoernooi is het bereiken van de kwartfinale op Wimbledon 1997. Zij verloor toen van de Tsjechische Jana Novotná.
Zij was ook een succesvol dubbelspeelster. In het begin speelde zij vaak met Nana Miyagi en later met Caroline Vis, met wie zij in de top tien kwam. Zij won negen titels op de WTA-tour en 24 ITF-titels. Haar hoogste positie op de WTA-ranglijst is de negende plaats, die zij bereikte in juli 1998.

## Posities op deWTA-ranglijst
Positie per einde seizoen:
| jaar | rang enkelspel | rang dubbelspel |
| ---- | -------------- | --------------- |
| 1986 | 459            | 230             |
| 1987 | 491            | 192             |
| 1988 | 281            | 169             |
| 1989 | 281            | 271             |
| 1990 | 299            | 177             |
| 1991 | 35             | 46              |
| 1992 | 48             | 55              |
| 1993 | 43             | 40              |
| 1994 | 29             | 38              |
| 1995 | 24             | 52              |
| 1996 | 30             | 20              |
| 1997 | 21             | 15              |
| 1998 | 56             | 19              |
| 2000 | 264            | 139             |
| 2001 | –              | 90              |
|      |                |                 |
| 2008 | –              | 287             |
| 2009 | –              | 191             |
| 2010 | –              | 160             |
| 2011 | –              | 352             |
| 2012 | –              | 984             |

## Palmares

### WTA-finaleplaatsen enkelspel
| nr.              | finale     | toernooi         | ondergrond | tegenstandster   | score         |         |
| ---------------- | ---------- | ---------------- | ---------- | ---------------- | ------------- | ------- |
| gewonnen finales |            |                  |            |                  |               |         |
| 1.               | 1991-04-21 | WTA Pattaya      | hardcourt  | Naoko Sawamatsu  | 6-2, 6-2      | details |
| 2.               | 1992-04-26 | WTA Kuala Lumpur | hardcourt  | Andrea Strnadová | 6-3, 6-0      | details |
| 3.               | 1993-04-18 | WTA Pattaya      | hardcourt  | Marianne Werdel  | 6-3, 6-1      | details |
| 4.               | 1993-05-02 | WTA Jakarta      | hardcourt  | Ann Grossman     | 6-4, 6-4      | details |
| 5.               | 1994-02-20 | WTA Peking       | hardcourt  | Kyōko Nagatsuka  | 6-4, 6-2      | details |
| 6.               | 1994-05-01 | WTA Jakarta      | hardcourt  | Florencia Labat  | 6-4, 3-6, 7-6 | details |
| verloren finales |            |                  |            |                  |               |         |
| 1.               | 1996-04-14 | WTA Jakarta      | hardcourt  | Linda Wild       | walk-over     | details |
| 2.               | 1997-06-16 | WTA Birmingham   | gras       | Nathalie Tauziat | 6-2, 2-6, 2-6 | details |

### WTA-finaleplaatsen vrouwendubbelspel
| nr.              | finale     | toernooi            | ondergrond | partner            | tegenstandsters                          | score         |         |
| ---------------- | ---------- | ------------------- | ---------- | ------------------ | ---------------------------------------- | ------------- | ------- |
| gewonnen finales |            |                     |            |                    |                                          |               |         |
| 1.               | 1993-10-03 | WTA Sapporo         | tapijt (i) | Nana Miyagi        | Yone Kamio Naoko Kijimuta                | 6-4, 6-2      | details |
| 2.               | 1993-10-10 | WTA Taipei          | hardcourt  | Nana Miyagi        | Jo-Anne Faull Kristine Radford           | 6-4, 6-2      | details |
| 3.               | 1994-11-13 | WTA Surabaya        | hardcourt  | Romana Tedjakusuma | Kyōko Nagatsuka Ai Sugiyama              | walk-over     | details |
| 4.               | 1996-01-14 | WTA Hobart          | hardcourt  | Kyōko Nagatsuka    | Kerry-Anne Guse Park Sung-hee            | 7-6, 6-3      | details |
| 5.               | 1996-05-25 | WTA Straatsburg     | gravel     | Nicole Bradtke     | Marianne Werdel Tami Jones               | 5-7, 6-4, 6-4 | details |
| 6.               | 1997-08-10 | WTA Manhattan Beach | hardcourt  | Caroline Vis       | Larisa Neiland Helena Suková             | 7-6, 6-3      | details |
| 7.               | 1997-08-17 | WTA Toronto         | hardcourt  | Caroline Vis       | Nicole Arendt Manon Bollegraf            | 3-6, 7-5, 6-4 | details |
| 8.               | 2000-11-19 | WTA Pattaya         | hardcourt  | Caroline Vis       | Tina Križan Katarina Srebotnik           | 6-3, 6-3      | details |
| 9.               | 2001-02-19 | WTA Dubai           | hardcourt  | Caroline Vis       | Åsa Carlsson Karina Habšudová            | 6-0, 4-6, 6-2 | details |
| verloren finales |            |                     |            |                    |                                          |               |         |
| 1.               | 1991-11-10 | WTA Brentwood       | hardcourt  | Caroline Vis       | Sandy Collins Elna Reinach               | 7-5, 4-6, 6-7 | details |
| 2.               | 1992-09-27 | WTA Tokio           | hardcourt  | Nana Miyagi        | Mary Joe Fernandez Robin White           | 4-6, 4-6      | details |
| 3.               | 1994-04-10 | WTA Japan (Tokio)   | hardcourt  | Nana Miyagi        | Mami Donoshiro Ai Sugiyama               | 4-6, 1-6      | details |
| 4.               | 1994-04-17 | WTA Pattaya         | hardcourt  | Nana Miyagi        | Patty Fendick Meredith McGrath           | 6-7, 6-3, 3-6 | details |
| 5.               | 1997-09-28 | WTA Leipzig         | tapijt (i) | Helena Suková      | Martina Hingis Jana Novotná              | 2-6, 2-6      | details |
| 6.               | 1997-11-02 | WTA Moskou          | tapijt (i) | Caroline Vis       | Arantxa Sánchez Vicario Natallja Zverava | 3-5 diskw.    | details |
| 7.               | 1998-05-24 | WTA Straatsburg     | gravel     | Caroline Vis       | Alexandra Fusai Nathalie Tauziat         | 4-6, 3-6      | details |
| 8.               | 1998-08-23 | WTA Montréal        | hardcourt  | Caroline Vis       | Martina Hingis Jana Novotná              | 3-6, 4-6      | details |

## Resultaten grandslamtoernooien
| Legenda | Legenda                          |
| ------- | -------------------------------- |
| g.t.    | geen toernooi gehouden           |
| l.c.    | lagere categorie                 |
| –       | niet deelgenomen                 |
| G       | uitgeschakeld in de groepsfase   |
| 1R      | uitgeschakeld in de eerste ronde |
| 2R      | uitgeschakeld in de tweede ronde |
| 3R      | uitgeschakeld in de derde ronde  |
| 4R      | uitgeschakeld in de vierde ronde |
| KF      | uitgeschakeld in de kwartfinale  |
| HF      | uitgeschakeld in de halve finale |
| F       | de finale verloren               |
| W       | het toernooi gewonnen            |
| w-v     | winst/verlies-balans             |

### Enkelspel
| Toernooi        | 1991 | 1992 | 1993 | 1994 | 1995 | 1996 | 1997 | 1998 | 1999 | 2000 |
| --------------- | ---- | ---- | ---- | ---- | ---- | ---- | ---- | ---- | ---- | ---- |
| Australian Open | –    | 3R   | 1R   | 2R   | 3R   | 1R   | 2R   | 4R   | 1R   | –    |
| Roland Garros   | 1R   | –    | 2R   | –    | 1R   | 3R   | 2R   | 1R   | –    | –    |
| Wimbledon       | 3R   | 4R   | 4R   | 4R   | 4R   | 1R   | KF   | 3R   | –    | 3R   |
| US Open         | 2R   | 1R   | 1R   | 1R   | 1R   | 1R   | 2R   | 1R   | –    | –    |

### Vrouwendubbelspel
| Toernooi        | 1991 | 1992 | 1993 | 1994 | 1995 | 1996 | 1997 | 1998 | 1999 | 2000 | 2001 |    | 2010 |
| --------------- | ---- | ---- | ---- | ---- | ---- | ---- | ---- | ---- | ---- | ---- | ---- | -- | ---- |
| Australian Open | 1R   | 2R   | 3R   | 1R   | 1R   | KF   | 2R   | 3R   | KF   | 1R   | 1R   | 1R |      |
| Roland Garros   | 2R   | –    | 1R   | –    | 1R   | 3R   | KF   | 3R   | –    | –    | –    | –  |      |
| Wimbledon       | 1R   | 2R   | 3R   | 3R   | 1R   | KF   | 3R   | 3R   | –    | –    | 2R   | –  |      |
| US Open         | KF   | 2R   | HF   | 2R   | 1R   | 3R   | KF   | 2R   | –    | –    | 1R   | –  |      |

### Gemengd dubbelspel
| Toernooi        | 1994 | 1995 | 1996 | 1997 | 1998 | 1999 | 2000 |
| --------------- | ---- | ---- | ---- | ---- | ---- | ---- | ---- |
| Australian Open | –    | –    | –    | 1R   | –    | 1R   | 2R   |
| Roland Garros   | –    | KF   | 2R   | 2R   | 2R   | –    | –    |
| Wimbledon       | 3R   | 1R   | 1R   | KF   | 1R   | –    | –    |
| US Open         | 1R   | 1R   | –    | 2R   | 1R   | –    | –    |